# Romuald Pawlak
Romuald Pawlak (ur. 13 maja 1967 w Sosnowcu) – polski pisarz, autor książek fantastycznych oraz książek dla dzieci.

## Życiorys
Debiutował w 1987 roku w tygodniku „Na Przełaj”. W latach 90. XX wieku stale współpracował z magazynem „Fenix”. Opowiadania publikował także w „Nowej Fantastyce”, „Science Fiction, Fantasy & Horror”, „Magii i Mieczu”, „Młodym Techniku”, a także wielu innych miejscach, w tym w „Gazecie Wyborczej”.
W roku 2003 ukazała się jego pierwsza powieść Inne okręty – historia alternatywna, w której inaczej przebiega podbój Peru przez konkwistadora Francisco Pizarra, a polski oddział próbuje wywalczyć skrawek ziemi dla Rzeczypospolitej (wydanie II zmienione 2011).
W kolejnych latach ukazały się następujące książki fantastyczne: Rycerz bezkonny (2004), trylogia humorystyczna Czarem i smokiem (2005), Wojna balonowa (2006) oraz Smocze gniazdo (2008), a także dwa zbiory opowiadań: Wilcza krew, smoczy ogień (2006) i Bo to jest wojna, rzeź i rąbanka (2007). W roku 2015 wydawnictwo W.A.B. opublikowało Krew nie woda, satyryczną opowieść-metaforę o politykach, którymi okazują się być wampiry i inne stworzenia Nocy.
Powrócił do historii alternatywnej w Armii ślepców (2007).
Wątki fantastyczne pojawiają się także w powieści historycznej Cabezano, król karłów (2010), opowiadającej o karle zbyt wysokim, aby być karłem, a zbyt niskim, aby ludzie uznali go za człowieka.
W roku 2007 ukazała się jego pierwsza powieść dla dzieci Miłek z Czarnego Lasu. Rok później książka ta zdaniem jury Polskiej Sekcji IBBY została uznana za Najlepszą Książkę dla Dzieci roku 2008. To zachęciło autora do pójścia tą drogą. W roku 2009 wyszła Czapka Holmesa, która w roku 2010 nominowana była do nagród Polskiego Towarzystwa Wydawców Książek oraz do nagrody im. Kornela Makuszyńskiego. Wkrótce ukazały się kolejne książki dla młodzieży: Przeskoczyć przez ogień (2010), Lena w chmurach (2010), Dziura w sercu (2012). W twórczości dla dzieci i młodzieży autor stara się podejmować aktualne problemy (takie jak eurosieroctwo, wykluczenie, przemoc szkolna, zagrożenia związane z informatyzacją). Ponieważ uważa jednak, iż książki powinny nieść przyjemność z czytania, do opowiedzenia historii wykorzystuje sprawdzone schematy literatury popularnej, takie jak kryminał czy fantastyka.
Wątki obyczajowe w prozie autora pojawiały się od samego początku, wreszcie w roku 2011 ukazała się jego pierwsza powieść obyczajowa, Póki pies nas nie rozłączy, a wkrótce kolejna, Związek do remontu.
Za sprawą opublikowanej w roku 2020 powieści Podarować niebo powrócił do regularnego pisania fantastyki, tym razem w konwencji SF. Książka zapoczątkowała cykl powieści i opowiadań dziejących się w uniwersum nazwanym Dom Krastów, opowiadającym o przyszłości ludzkiej cywilizacji (tzw. Historia Przyszłości, konwencja wykorzystywana przez autorów takich jak Asimov, Le Guin, Benford, Reynolds, Hamilton). Na tle pełnego problemów, wzlotów i regresów rozwoju ludzkości cykl opowiada dzieje rodziny Krastów, która zaczyna w połowie XXII wieku od pracy w orbitalnych dokach, jednak za sprawą silnych przywódców płci obojga wspina się coraz wyżej, nie tylko ku gwiazdom, lecz także ku władzy.
W zamierzeniach ma to być lekkie retro w formie (fantastyka lat 60/70., na której autor się wychował), przy uwzględnieniu współczesnych treści. Bliżej fantastyki społecznej niż space opery.
Obecnie do cyklu należą:
- Podarować niebo (powieść), 2020;
- Pusty ogród (pięć opowiadań z ośmiu w tomie), 2021;
- Gdyby to wiatr (opowiadanie, NF 9/2021);
- Wolny jak Hamilton (powieść, zapowiedź 2022);
- Wybór Mony (powieść, zapowiedź 2023).

## Publikacje
Publikacje (druk zwarty):

### Jako Romuald Pawlak (dla dorosłych)
- Inne okręty, Runa 2003 (wydanie 1.); Erica 2011 (wydanie 2);
- Rycerz bezkonny, Runa 2004 (wydanie 1.); Sumptimbus 2014 (wydanie 2.);
- Czarem i smokiem, Fabryka Słów 2005;
- Wojna balonowa, Fabryka Słów 2006;
- Wilcza krew, smoczy ogień, Fabryka Słów 2006;
- Bo to jest wojna, rzeź i rąbanka, Fabryka Słów 2007;
- Armia ślepców, Red Horse 2007;
- Smocze gniazdo, Fabryka Słów 2008;
- Cabezano, król karłów, Videograf II 2010;
- Póki pies nas nie rozłączy, Nasza Księgarnia 2011;
- Związek do remontu, Nasza Księgarnia 2011;
- Krew nie woda, W.A.B. 2015;
- Podarować niebo, Wydawnictwo IX, 2020;
- Pusty ogród, Wydawnictwo IX, 2021;

### Jako Romek Pawlak (dla dzieci)
- Miłek z Czarnego Lasu, Powergraph 2007;
- Czapka Holmesa, Akapit Press 2009;
- Przeskoczyć przez ogień, Akapit Press 2010;
- Lena w chmurach, Akapit Press 2010;
- Dziura w sercu, Nasza Księgarnia 2012;
- Czaruś, pies z charakterem, Akapit Press 2014;
- Piotrek, Ulpik i tajemnica komputera, Akapit Press 2015;
- Biało-czerwone marzenia. Od rozbitego żyrandola do finałów Euro, Rebis 2015;
- Biało-czerwone mistrzostwa. Misja Euro 2016, Rebis 2016;
- Być jak Ignacy, Rebis 2016;
- Liga Mistrzów. Magia futbolu, Rebis 2016;
- Klątwa Ezechiela, Akapit Press 2016;
- Dziewczyna z lustra, Akapit Press 2017;
- Czy muszę się zakochać, czyli po co komu miłość, Mac Edukacja 2017;
- Czy będę emerytem, czyli po co komu starość, Mac Edukacja 2017;
- Czy muszę pracować, czyli po co komu pieniądze, Mac Edukacja 2017;
- Czy muszę chodzić do szkoły, czyli po co komu nauka, Mac Edukacja 2017;

### Opowiadania w antologiach
- Koniec ery głodu, w: Wizje alternatywne, ARAX 1990;
- Jak liście z drzew, w Tempus Fugit, t. 2, Fabryka Słów 2007;
- Wakacjusz, w: Zatrute pióra, Replika 2012;
- Lot, w: Tarnowskie Góry 2, Almaz 2020;
- Reputacja, w: Mars, Stalker Books 2021;

## Ekranizacje
- film animowany Miłek z Czarnego Lasu na podstawie powieści Miłek z Czarnego Lasu, scenariusz: Romek Pawlak.

## Nagrody
- nominacja do nagrody Zajdla za opowiadanie Wniebowstąpienie Menela (Fenix 7/1991);
- Nagroda IBBY za Miłka z Czarnego Lasu, tekst uznany Najlepszą Książką dla Dzieci roku 2008;
- nominacja do nagrody Polskiego Towarzystwa Wydawców Książek 2010 dla Czapki Holmesa w kategorii „książka dla dzieci”;
- nominacja do nagrody im. Kornela Makuszyńskiego w roku 2010 dla Czapki Holmesa;
- nominacja do nagrody Nowej Fantastyki w kategorii „książka roku 2020” dla Podarować niebo;
- Złote Wyróżnienie nagrody Żuławskiego za rok 2020 dla Podarować niebo;